# Едоардо Мацца
Едоардо Мацца (італ. Edoardo Mazza; нар. 15 березня 1964) — колишній італійський тенісист.
Найвищу одиночну позицію світового рейтингу — 152 місце досяг 24 серпня 1987, парну — 416 місце — 24 серпня 1987 року.

## Титули на челленджерах

### Одиночний розряд: (1)
| Рік  | Турнір          | Покриття | Суперник      | Рахунок  |
| ---- | --------------- | -------- | ------------- | -------- |
| 1987 | Knokke, Бельгія | Ґрунт    | Едуардо Массо | 7–6, 6–4 |